# Habibi Ana

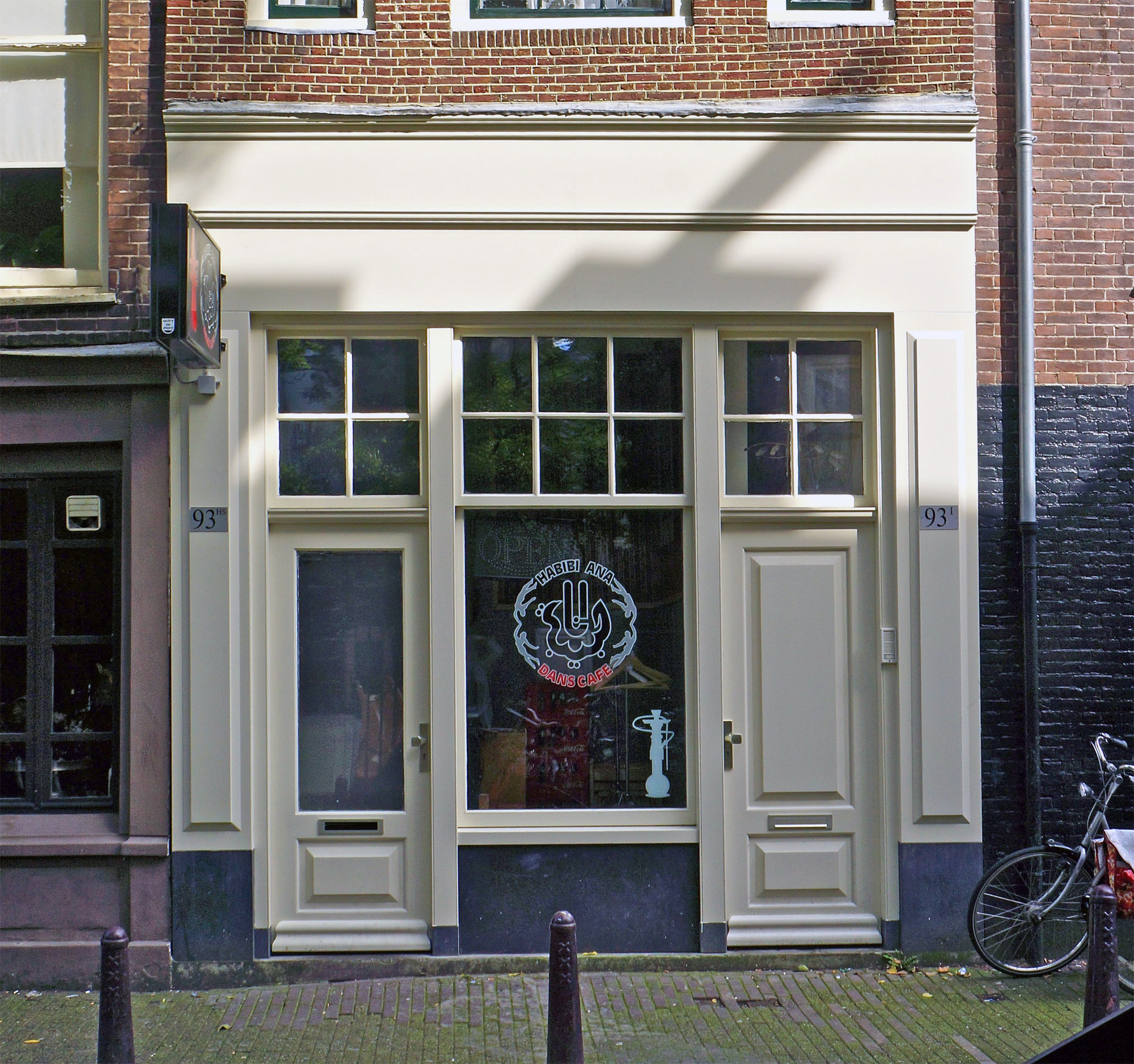
Homocafé Habibi Ana, hier in 2012 aan de Lange Leidsedwarsstraat 93hs in Amsterdam

Habibi Ana  (Arabisch voor 'Mijn lieve schat') was het eerste Arabische homocafé ter wereld, dat van 2001 tot 2013 gevestigd was in de Lange Leidsedwarsstraat in het centrum van Amsterdam.
Habibi Ana was opgericht door Atef Salib. Hij is in 1960 in Caïro geboren en studeerde landbouwtechniek in Egypte. Zijn homoseksualiteit probeerde hij te verbergen, tot hij op werkvakantie in Nederland tot de conclusie kwam dat hij moest emigreren. Zijn coming-out beleefde hij tijdens het kijken naar de Gay Games in 1998 in Amsterdam.
In maart 2001 opende hij in een voormalig restaurant aan de Lange Leidsedwarsstraat 4 het danscafé Habibi Ana. Dit was het eerste Arabische homocafé in Amsterdam en tot de sluiting ervan het enige Arabische homocafé ter wereld. Habibi Ana opende de dag nadat de Rotterdamse imam Khalil el-Moumni had verklaard homoseksualiteit als een besmettelijke en gevaarlijke ziekte te zien.
De Amerikaanse nieuwszender CNN besprak het café positief, maar ook werden de ruiten ingegooid en Atef Salib werd bedreigd. In 2006 verhuisde Habibi Ana naar de Lange Leidsedwarsstraat 93hs en heropende daar op 26 april. Per 2 maart 2013 moest het café definitief sluiten omdat het meerdere keren de uiterste sluitingstijd had overschreden.
Begin augustus 2001 voer de Stichting Habibi Ana mee in de Canal Parade van Pride Amsterdam. Atef Salib was de initiatiefnemer en organisator van deze eerste boot voor de Arabische homogemeenschap.
Naast Habibi Ana was er van juni 2011 tot november 2012 aan de Reguliersdwarsstraat 21 nog een oriëntaals homocafé onder de naam Sultana Bar.